# Chiswick
Chiswick – jeden z okręgów w Londynie, leżący w London Borough of Hounslow, 9,5 km na zachód od Charing Cross. Nazwa pochodzi od staroangielskiego słowa, oznaczającego Cheese Farm - fermę serową. W 2001 roku Chiswick zamieszkiwało ok. 31 500 ludzi. Po II wojnie światowej zamieszkała tam spora liczba Polaków, stąd stworzono tam sobotnią szkołę polską im. Mikołaja Reja.
Słynni mieszkańcy Chiswick
- Anthony Burgess
- Roger Daltrey
- Pete Townshend
- John Entwistle
- Vanessa Redgrave
- Kate Beckinsale
- Colin Firth
- Timothy Dalton
- Jeremy Irons
- Phil Collins
- Kim Wilde
- James Dean Bradfield
- Robert Fripp
- Peter Blake
- Mick Hucknall
- Patrick Stewart
- Bruce Dickinson
- Mick Jagger
- Daniel Radcliffe
- Henryk Vogelfänger